# Daniel Pedrosa
Daniel "Dani" Pedrosa Ramal (Sabadell, 29 de setembro de 1985), é um piloto de testes e ex-piloto de motociclismo que se retirou do mundial de MotoGP em 2018. Pedrosa cresceu em uma vila próxima a Sabadell chamada Castellar del Vallès. Ele é o mais novo dos campeões mundiais das 125cc e 250cc. Pedrosa mede 1,58 m (5 ft, 2in) e pesa 51 kg (112.4 lbs).

## Carreira

### O Começo
O catalão Dani Pedrosa começou a correr de motocicleta com 4 anos, quando ganhou sua primeira moto, uma Italjet 50, que tinha rodinhas laterais. Sua primeira moto de corridas foi uma miniatura réplica da Kawasaki, que ganhou com 6 anos e que usava para correr com os amigos. Pedrosa descobriu o real mundo das corridas aos 11 anos, quando entrou no Campeonato Espanhol de Minibikes e terminou sua temporada de estréia em 2º colocado, conquistando seu primeiro pódio na segunda corrida da temporada. No ano seguinte, Pedrosa entrou na mesma categoria, mas problemas de saúde impediram-no de melhorar seu resultado e ele terminou a temporada em 3º colocado.

### 125cc
Em 2001, Pedrosa fez sua estréia no campeonato mundial da categoria 125cc após ser selecionado na Copa Movistar Activa, uma série desenvolvida para promover novos talentos das corridas, na Espanha, em 1999. Com o padrinho e mentor Albert Puig, Pedrosa alcançou dois pódios na sua primeira temporada e venceu sua primeira corrida no ano seguinte, quando terminou em 3º no campeonato. Em 2003, ele ganhou cinco corridas e venceu o campeonato com duas corridas de vantagem no final, marcando 223 pontos. Em sua primeira temporada vitoriosa, Pedrosa marcou cinco vitórias e seis pódios. Uma semana após vencer o campeonato, Pedrosa, então com 18 anos, quebrou os dois tornozelos num acidente nos treinos para a pista de Phllip Island na Austrália, terminando ali sua temporada.

### 250cc
Após vencer o campeonato de 125cc, Pedrosa foi para a categoria das 250cc em 2004 sem testes apropriados na sua nova moto porquê seus tornozelos ainda estavam em recuperação após o acidente da temporada passada. Indo para a temporada despreparado, Pedrosa venceu sua primeira corrida na África do Sul começando a luta pelo título de campeão, e também pelo título de estreante do ano. Em sua primeira temporada nas 250cc, Pedrosa se sagrou campeão mundial alcançando 7 vitórias e 13 pódios. Ele decidiu ficar por mais um ano na categoria, e venceu outro campeonato, novamente a duas corridas do final da temporada. Em 2005, Pedrosa venceu 8 corridas e alcançou 11 pódios, apesar de uma lesão no ombro que ele conseguiu nos treinos do GP do Japão.

### MotoGP
Pedrosa foi para as motos de 990cc em 2006, e continua correndo pela Honda. Alguns críticos dizem que Pedrosa não é grande ou forte o suficiente para ter sucesso correndo pelo MotoGP. Ele terminou em 2º na abertura do campeonato em Jerez, em 26 de Março de 2006. Em sua quarta aparição no MotoGP, em 14 de Maio de 2006, durante o final de semana do Grande Prêmio da China, em Shangai, ele venceu sua primeira corrida do MotoGP.
Ele venceu sua segunda corrida do MotoGP em Donington Park e tornou-se um forte candidato para o título de campeão. Foi uma vitória memorável de Dani, que dividiu o pódio pela primeira vez com Valentino Rossi em 2º lugar. Ele também obteve 2 pole positions na primeira metade da temporada.
Até o GP da Malásia em Sepang, Pedrosa era o 2º no campeonato somente atrás de seu companheiro de equipe mais experiente, Nicky Hayden. Entretanto, ele caiu feio durante os treinos livres e sofreu lesões graves no joelho; isto deixou-o praticamente imobilizado no momento. Pedrosa ainda acabou qualificando-se em 5º para a largada graças ao cancelamento dos treinos de qualificação por causa de uma chuva forte que atingiu o circuito. Ainda assim, ele miraculosamente conseguiu terminar a corrida em terceiro, somente atrás de Rossi e do piloto da Ducati, Loris Capirossi. Apesar de todo o esforço, nas próximas corridas ele caiu e acabou com sua moto, o que deixou-o em uma amarga 5ª posição no campeonato.
Sua pobre performance continuou até Estoril. Após um começo promissor, ficou momentaneamente em 2º antes de ser ultrapassado por Colin Edwards e pelo seu companheiro de equipe e líder do campeonato, Nicky Hayden. Na 5ª volta, ele e Hayden envolveram-se em um acidente. Pedrosa escorregou e bateu fora da pista, tirando Hayden da prova. Esse acidente acabou com suas poucas chances de vencer o campeonato e também causou a perda da liderança de seu companheiro, que viu Rossi chegar em segundo e assumir a ponta do mundial.
Duas semanas depois, Hayden conseguiu se recuperar e vencer o campeonato enquanto Pedrosa gerenciou e terminou em 4º lugar. Este resultado deu-lhe o 5º lugar no mundial geral de pilotos em sua temporada de estréia e ganhando o título de "Estreante do Ano" na categoria MotoGP, batendo outro estreante e seu antigo rival nas 250cc, Casey Stoner.
Pedrosa continua correndo com a Honda em 2007, em sua RC212V, a nova moto de 800cc da temporada.

## Estatísticas da Carreira[2]

### Por Temporada
| Temporada | Categoria | Moto          | Corridas | Vitórias | Pódios | Poles | Voltas Ráp. | Pts. | Campeonato | Mundial |
| --------- | --------- | ------------- | -------- | -------- | ------ | ----- | ----------- | ---- | ---------- | ------- |
| 2001      | 125cc     | Honda RS125R  | 16       | 0        | 2      | 0     | 0           | 100  | 8º         | -       |
| 2002      | 125cc     | Honda RS125R  | 16       | 3        | 9      | 6     | 2           | 243  | 3º         | -       |
| 2003      | 125cc     | Honda RS125R  | 14       | 5        | 6      | 3     | 3           | 223  | 1º         | 1       |
| 2004      | 250cc     | Honda RS250RW | 16       | 7        | 13     | 4     | 8           | 317  | 1º         | 1       |
| 2005      | 250cc     | Honda RS250RW | 16       | 8        | 11     | 5     | 7           | 309  | 1º         | 1       |
| 2006      | MotoGP    | Honda RC211V  | 17       | 2        | 8      | 4     | 4           | 215  | 5º         | -       |
| 2007      | MotoGP    | Honda RC212V  | 17       | 1        | 7      | 4     | 2           | 242  | 2º         | -       |
| Total     |           |               | 113      | 27       | 57     | 27    | 27          | 1649 |            | 3       |

### Por Categoria
| Categoria | Temporada | 1º GP.                | 1º Pód.               | 1ª Vit.               | Corridas | Vitórias | Pódios | Poles | Voltas Ráp. | Pts. | Mundial |
| --------- | --------- | --------------------- | --------------------- | --------------------- | -------- | -------- | ------ | ----- | ----------- | ---- | ------- |
| 125 cc    | 2001-2003 | 2001 no Japão         | 2001 em Valência      | 2002 na Holanda       | 46       | 8        | 17     | 9     | 5           | 566  | 1       |
| 250 cc    | 2004-2005 | 2004 na África do Sul | 2004 na África do Sul | 2004 na África do Sul | 32       | 15       | 24     | 9     | 15          | 626  | 2       |
| MotoGP    | 2006-2007 | 2006 na Espanha       | 2006 na Espanha       | 2006 na China         | 35       | 4        | 16     | 9     | 7           | 457  | 0       |
| Total     | 2001-2007 |                       |                       |                       | 113      | 28       | 57     | 27    | 27          | 1649 | 3       |

### Corridas por Ano
| Ano  | Cat.   | Moto  | 1      | 2          | 3          | 4      | 5      | 6     | 7          | 8          | 9      | 10    | 11     | 12         | 13         | 14     | 15         | 16         | 17    | 18    |
| ---- | ------ | ----- | ------ | ---------- | ---------- | ------ | ------ | ----- | ---------- | ---------- | ------ | ----- | ------ | ---------- | ---------- | ------ | ---------- | ---------- | ----- | ----- |
| 2001 | 125cc  | Honda | JPN 18 | SAF 13     | SPA 10     | FRA 17 | ITA 23 | CAT 7 | NED Aband. | GBR 12     | GER 11 | CZE 8 | POR 5  | VAL 3      | PAC 3      | AUS 7  | MAL 4      | BRA Aband. |       |       |
| 2002 | 125cc  | Honda | JPN 8  | SAF 3      | SPA 4      | FRA 3  | ITA 4  | CAT 2 | NED 1      | GBR 2      | GER 7  | CZE 2 | POR 10 | BRA Aband. | PAC 1      | MAL 3  | AUS 5      | VAL 1      |       |       |
| 2003 | 125cc  | Honda | JPN 8  | SAF 1      | SPA 4      | FRA 1  | ITA 2  | CAT 1 | NED 8      | GBR Aband. | GER 4  | CZE 1 | POR 4  | BRA 4      | PAC 6      | MAL 1  | AUS        | VAL        |       |       |
| 2004 | 250cc  | Honda | SAF 1  | SPA Aband. | FRA 1      | ITA 2  | CAT 2  | NED 2 | BRA 2      | GER 1      | GBR 1  | CZE 3 | POR 4  | JPN 1      | QAT 2      | MAL 1  | AUS 4      | VAL 1      |       |       |
| 2005 | 250cc  | Honda | SPA 1  | POR 4      | CHN 6      | FRA 1  | ITA 1  | CAT 1 | NED 2      | GBR 4      | GER 1  | CZE 1 | JPN 2  | MAL Aband. | QAT 4      | AUS 1  | TUR 2      | VAL 1      |       |       |
| 2006 | MotoGP | Honda | SPA 2  | QAT 6      | TUR 14     | CHN 1  | FRA 3  | ITA 4 | CAT Aband. | NED 3      | GBR 1  | GER 4 | USA 2  | CZE 3      | MAL 3      | AUS 15 | JPN 7      | POR Aband. | VAL 4 |       |
| 2007 | MotoGP | Honda | QAT 3  | SPA 2      | SPA Aband. | CHN 4  | FRA 4  | ITA 2 | CAT 3      | GBR 8      | NED 4  | GER 1 | USA 5  | CZE 4      | SMR Aband. | POR 2  | JPN Aband. | AUS 4      | MAL 3 | VAL 1 |

- Todas as estatísticas foram elaboradas em 4 de Novembro de 2007.